# Hanna Solovej
Hanna Mykolaïvna Solovej (in ucraino Ганна Миколаївна Соловей?; Luhans'k, 31 gennaio 1992) è una ciclista su strada e pistard ucraina che corre per il Lviv Cycling Team. Specialista delle prove a cronometro, è attiva come Elite dal 2011.

## Carriera
Nel 2011 è risultata positiva al drostanolone, venendo squalificata per due anni. Nel 2014 ha vinto la medaglia d'argento ai Mondiali di Ponferrada nella prova a cronometro, terminando la gara dietro alla tedesca Lisa Brennauer.

## Palmarès

### Strada
- 2009 (Juniores)

Campionati del mondo, Prova a cronometro Junior
- 2010 (Juniores)

Campionati ucraini, Prova a cronometro Elite
Campionati europei, Prova a cronometro Junior
Campionati del mondo, Prova a cronometro Junior
Crono delle Nazioni Juniores (cronometro)
- 2011 (una vittoria)

Campionati ucraini, Prova a cronometro Elite
- 2013 (due vittorie)

Campionati europei, Prova a cronometro Under-23
Crono delle Nazioni (cronometro)
- 2014 (due vittorie)

Chrono Champenois (cronometro)
Crono delle Nazioni (cronometro)
- 2015 (Astana-Acca Due O, una vittoria)

Campionati ucraini, Prova a cronometro Elite
- 2017 (Parkhotel Valkenburg, una vittoria)

VR Women (cronometro)
- 2022

Deurne

#### Altri successi
- 2018 (Parkhotel Valkenburg)

Classifica scalatori Tour of Eftalia Hotels

### Pista
- 2009 (Juniores)

Campionati europei, Inseguimento individuale Junior
Campionati europei, Corsa a punti Junior
- 2013

Campionati ucraini, Omnium
GP Galychyna, Inseguimento individuale (Leopoli)
Grand Prix of Poland, Omnium (Pruszków)
Copa Internacional de Pista, Inseguimento individuale (Città del Messico)
Copa Internacional de Pista, Inseguimento a squadre (Città del Messico, con Olena Demydova e Hanna Nahirna)
- 2014

Grand Prix Galychyna, Inseguimento individuale (Leopoli)
- 2017

Campionati ucraini, Americana (con Oksana Kljačina)
GP Poland, Scratch
- 2019

Giochi europei, Corsa a punti
- 2021

Campionati ucraini, Corsa a punti
Campionati ucraini, Americana (con Hanna Nahirna)
Campionati ucraini, Omnium
Lviv Open Cup, Omnium

## Piazzamenti

### Classiche monumento
- Giro delle Fiandre

2015: 39ª
2017: 67ª
2018: 49ª

### Competizioni mondiali
- Campionati del mondo su strada

Mosca 2009 - Cronometro Junior: vincitrice
Offida 2010 - Cronometro Junior: vincitrice
Offida 2010 - In linea Junior: 4ª
Toscana 2013 - Cronometro Elite: 8ª
Toscana 2013 - In linea Elite: ritirata
Ponferrada 2014 - Cronometro Elite: 2ª
Ponferrada 2014 - In linea Elite: 9ª
Richmond 2015 - Cronometro Elite: 16ª
Richmond 2015 - In linea Elite: 33ª
Doha 2016 - In linea Elite: 43ª
Fiandre 2021 - Cronometro Elite: 26ª
Fiandre 2021 - In linea Elite: 57ª
- Campionati del mondo su pista

Mosca 2009 - Inseguimento individuale Junior: 3ª
Mosca 2009 - Inseguimento a squadre Junior: 4ª
Mosca 2009 - Corsa a punti Junior: 10ª
Montichiari 2010 - Inseguimento individuale Junior: 5ª
Montichiari 2010 - Omnium Junior: 6ª
Apeldoorn 2011 - Inseguimento a squadre: 8ª
Cali 2014 - Inseguimento individuale: 4ª
Cali 2014 - Omnium: 15ª
Londra 2016 - Corsa a punti: 14ª
Apeldoorn 2018 - Americana: 8ª
Apeldoorn 2018 - Corsa a punti: 17ª
Pruszków 2019 - Inseguimento a squadre: 17ª
Pruszków 2019 - Americana: 13ª
Pruszków 2019 - Corsa a punti: 16ª
Berlino 2020 - Americana: 12ª
Berlino 2020 - Corsa a punti: 11ª
Roubaix 2021 - Omnium: 13ª
Roubaix 2021 - Corsa a punti: 10ª
- Giochi olimpici

Rio de Janeiro 2016 - In linea: 36ª
Rio de Janeiro 2016 - Cronometro: 20ª

### Competizioni europee
- Campionati europei su strada

Hooglede 2009 - Cronometro Junior: 2ª
Hooglede 2009 - In linea Junior: 25ª
Ankara 2010 - Cronometro Junior: vincitrice
Ankara 2010 - In linea Junior: 19ª
Olomouc 2013 - Cronometro Under-23: vincitrice
Olomouc 2013 - In linea Under-23: 3ª
Plumelec 2016 - Cronometro Elite: 39ª
Plumelec 2016 - In linea Elite: 16ª
Herning 2017 - Cronometro Elite: 21ª
Herning 2017 - In linea Elite: 26ª
Trento 2021 - Staffetta: 7ª
Trento 2021 - Cronometro Elite: 21ª
Trento 2021 - In linea Elite: ritirata
- Campionati europei su pista

Minsk 2009 - Inseguimento a squadre Junior: 3ª
Minsk 2009 - Inseguimento indiv. Junior: vincitrice
Minsk 2009 - Corsa a punti Junior: vincitrice
Pruszków 2010 - Inseguimento a squadre: 8ª
Anadia 2013 - Inseguimento a squadre Under-23: 2ª
Anadia 2013 - Omnium Under-23: 4ª
Apeldoorn 2013 - Inseguimento a squadre: 5ª
Anadia 2014 - Inseguimento a squadre Under-23: 5ª
Grenchen 2015 - Inseguimento a squadre: 10ª
Grenchen 2015 - Corsa a punti: 4ª
Berlino 2017 - Corsa a punti: 9ª
Berlino 2017 - Americana: 6ª
Glasgow 2018 - Inseguimento a squadre: 8ª
Glasgow 2018 - Corsa a punti: 8ª
Apeldoorn 2019 - Inseguimento a squadre: 11ª
Apeldoorn 2019 - Inseguimento individuale: 12ª
Apeldoorn 2019 - Corsa a punti: 3ª
Grenchen 2021 - Omnium: 9ª
Monaco di Baviera 2022 - Corsa a punti: 7ª
Monaco di Baviera 2022 - Omnium: ritirata
- Giochi europei

Baku 2015 - Cronometro: 2ª
Baku 2015 - In linea: 10ª
Minsk 2019 - Corsa a punti: vincitrice
Minsk 2019 - Inseguimento a squadre: 6ª